# Helmholtz-Zentrum Hereon
Das Helmholtz-Zentrum Hereon (auch Helmholtz-Zentrum hereon GmbH) ist ein interdisziplinäres Forschungszentrum der Helmholtz-Gemeinschaft Deutscher Forschungszentren. Es wurde 1956 als Gesellschaft für Kernenergieverwertung in Schiffbau und Schiffahrt gegründet, später in GKSS-Forschungszentrum Geesthacht umbenannt und firmierte von 2010 bis 2021 unter dem Namen Helmholtz-Zentrum Geesthacht – Zentrum für Material- und Küstenforschung GmbH (HZG). Sein Hauptsitz ist in Geesthacht im Südosten Schleswig-Holsteins.
Die Forschungsaktivitäten des Zentrums gliedern sich in drei der sechs Forschungsbereiche der Helmholtz-Gemeinschaft:
- Erde & Umwelt
- Information
- Materie[2]

Zur ehemaligen Forschung zählen die beiden Forschungsreaktoren Geesthacht und der Betrieb des atomgetriebenen Forschungsschiffes Otto Hahn.
Das Forschungszentrum wird vom Bund (90 %) und den Ländern Schleswig-Holstein, Niedersachsen, Hamburg und Brandenburg (zusammen 10 %) finanziert. Es sind etwa 750 Mitarbeiter beschäftigt.

## Standorte
Der Hauptstandort liegt in Geesthacht bei Hamburg. Hier befinden sich der Großteil der Institute, das zentrale Technikum sowie zwei mittlerweile abgeschaltete Forschungsreaktoren. Die zentrale Verwaltung ist ebenfalls in Geesthacht angesiedelt. Der zweite Standort befindet sich in Teltow bei Berlin. Dort ist aktuell das Institut für Aktive Polymere angesiedelt.
An der Außenstelle des Hereons am Deutschen Elektronen-Synchrotron DESY in Hamburg wird Synchrotronstrahlung genutzt und an der Hereon-Außenstelle bei der Forschungs-Neutronenquelle Heinz Maier-Leibnitz in Garching bei München Neutronenstrahlung. Der Zugang für auswärtige Forscher zu den Messeinrichtungen an den beiden Außenstellen wird von der zentralen Nutzerplattform des Hereons, dem German Engineering Materials Science Centre (GEMS), verwaltet.
Das Climate Service Center Germany (CSC) wurde im Jahr 2009 von der Bundesregierung im Rahmen der „Hightech-Strategie zum Klimaschutz“ am Helmholtz-Zentrum Geesthacht – Zentrum für Material- und Küstenforschung GmbH (seit 31. März 2021 umbenannt in Helmholtz-Zentrum hereon GmbH) als ein Projekt des BMBF ins Leben gerufen. Das interdisziplinäre Team am GERICS entwickelt wissenschaftlich fundiert prototypische Produkte und Dienstleistungen, um Entscheidungsträger aus Politik, Wirtschaft und öffentlicher Verwaltung bei der Anpassung an den Klimawandel zu unterstützen. Das GERICS zählt zurzeit mehr als 70 Mitarbeiterinnen und Mitarbeiter und hat seinen Sitz im Chilehaus in Hamburg.

## Forschungsbereiche
Das wissenschaftliche Spektrum des Hereons umfasst die Entwicklung und Erforschung von Hochleistungswerkstoffen, Verfahren und umweltschonende Technologien für die Mobilität und neue Energiesysteme, wie etwa besonderen Wasserstofftechnologien. Darüber hinaus werden Biomaterialien für die Medizin entwickelt. Mithilfe von Forschung und Beratung widmet sich das Hereon den Herausforderungen des Klimawandels und fördert über ein umfassendes wissenschaftliches Verständnis ein nachhaltiges Management und den Schutz der Küsten- und Meeresumwelt.

### Information
- Institut für Aktive Polymere
- Institut für Material- und Prozessdesign
- Institut für Membranforschung
- Institut für Metallische Biomaterialien
- Institut für Oberflächenforschung
- Institut für Photoelektrochemie
- Institut für Wasserstofftechnologie
- Institut für Werkstoffmechanik
- Institut für Werkstoffsystem-Modellierung

### Erde und Umwelt
- Climate Service Center Germany (GERICS)
- Institut für Kohlenstoffkreisläufe
- Institut für Küstensysteme - Analyse und Modellierung
- Institut für Umweltchemie des Küstenraumes

### Materie
- Institut für Werkstoffphysik

## Forschungsschwerpunkte

### Funktionale Werkstoffsysteme
Im Institut für Werkstoffforschung werden Materialien für den Leichtbau in der Verkehrs- und Energietechnik entwickelt. Diese neuen Materialien sollen Autos und Flugzeuge leichter machen und auf diese Weise dazu beitragen, Energie zu sparen. Ein besonderer Schwerpunkt liegt hierbei auf Magnesiumlegierungen. Im Magnesium Innovation Center (MagIC) wird dieser Werkstoff gezielt erforscht. Magnesiumlegierungen werden zudem als resorbierbares Biomaterial für Implantate eingesetzt. Für dieses Anwendungsgebiet werden auch additive Fertigungsverfahren im Hereon-Institut für Metallische Biomaterialien entwickelt. Im Hereon-Institut für Aktive Polymere werden spezielle Membranen entwickelt, die u. a. in emissionsfreien Kraftwerken eingesetzt werden sollen.

### Lebensraum Küste
Die Küstenforscher haben den Einfluss des globalen Klimawandels auf die regionale Ebene – insbesondere für Norddeutschland und den Ostseeraum – in das Zentrum ihrer Arbeiten genommen. Dabei benutzen sie moderne Monitoring-Methoden für die Küstengebiete und entwickeln diese Beobachtungstechniken weiter. Dafür werden auch die beiden Forschungsschiffe „Ludwig Prandtl“ und das Messboot „Storch“ eingesetzt, um die Wasserqualität vor Ort zu untersuchen. Mit beiden Schiffen kann auch die Struktur des Meeresbodens untersucht werden.

### Regenerative Medizin
Im Hereon-Institut für Aktive Polymere in Teltow entwickeln Wissenschaftler neue Biomaterialien, die in der Medizin eingesetzt werden. Wichtige Entwicklungen hierbei sind unter anderem Implantate für die sogenannte minimal-invasive Chirurgie und Systeme, mit denen gezielt Medikamente im Körper an den Stellen freigesetzt werden können, an denen sie gebraucht werden. Gemeinsam mit der Charité in Berlin betreibt das Helmholtz-Zentrum Hereon das „Berlin-Brandenburger Center für Regenerative Therapien“.

### Werkstoffforschung mit Neutronen
Mittels Synchrotronstrahlung und Neutronen gelingt es den Wissenschaftlern, Materialien, Werkstoffe und biologische Systeme zerstörungsfrei zu durchleuchten und in hoher Qualität dreidimensional darzustellen. Dazu werden Versuchseinrichtungen betrieben, sowohl bei DESY in Hamburg an den Beschleuniger-Ringen DORIS-III (an der Hochenergie-Beamline HARWI II bis Ende 2012) und PETRA-III, als auch am Forschungsreaktor FRM-II in Garching bei München.

## Personal und Ausbildung
Das Hereon beschäftigt ca. 1.100 Mitarbeiterinnen und Mitarbeiter aus rund 55 Nationen an seinen Standorten. Die meisten Beschäftigten arbeiten am Hauptstandort Geesthacht vor den Toren Hamburgs.
Das Hereon-Logo symbolisiert dabei auch die interdisziplinäre Zusammenarbeit der Beschäftigten in Wissenschaft, Administration und Technik.
Neben der Spitzenforschung steht am Zentrum dabei auch die Ausbildung und Förderung des wissenschaftlichen Nachwuchses im Vordergrund. So bietet das Hereon die Möglichkeit zur Promotionen, Studienabschlussarbeiten (Bachelor- oder Masterarbeiten) anzufertigen, als PostDoc wissenschaftlich tätig zu sein oder Praktika zu absolvieren.  Darüber hinaus engagiert sich das Zentrum als Ausbildungsbetrieb in der dualen Berufsausbildung und bildet in kaufmännischen, handwerklichen, technischen sowie informationstechnischen Berufsbildern aus. Außerdem bietet Hereon ein Freiwilliges Soziales Jahr in Wissenschaft, Technik und Nachhaltigkeit (FJN) an.

## Weitere Einrichtungen

### Schülerlabor
Als Mitglied der Helmholtz-Gemeinschaft beteiligt sich das Helmholtz-Zentrum Hereon an der bundesweiten Initiative „Wissenschaft im Dialog“. Ziel dieser Initiative ist es, junge Menschen für die Wissenschaft zu begeistern. Im Jahr 2002 eröffnete das Helmholtz-Zentrum Hereon das Schülerlabor „Quantensprung“.
Im Schülerlabor können Schüler aller allgemeinbildenden Schulen Experimente aus den Bereichen der Physik, Chemie, Biologie, Geographie und den Materialwissenschaften machen, dabei soll ihnen die Forschung des Helmholtz-Zentrums Hereon an Experimentiertagen praktisch näher gebracht werden. Das Angebot richtet sich hauptsächlich an Schüler der Oberstufe bzw. der 10. Klasse.

### FlachwasserforschungsschiffLudwig Prandtl
Die Institute der Küstenforschung verfügen über ein Flachwasser-Forschungsschiff, das aufgrund seines geringen Tiefgangs ideal für den durch Gezeiten beeinflussten Bereich der norddeutschen Flüsse und des Wattenmeeres geeignet ist. Die „Ludwig Prandtl“ wird hauptsächlich in Nord- und Ostsee, Flussmündungsgebieten und Boddengewässern eingesetzt. Ihre Nachfolgerin, die „Coriolis“, wird aktuell in der Hitzler Werft in Lauenburg gebaut. Die Fertigstellung ist für 2024 geplant. Der innovative Antrieb des zukünftigen Schiffes wird aus elektrischen Fahrmotoren bestehen, die auf verschiedene Stromspeicher zugreifen können. Eines davon ist ein speziell entwickeltes Tanksystem, in dem Wasserstoff in Form von Metallhydriden gespeichert wird. Dies ermöglicht die Erprobung und Etablierung von Wasserstofftechnologien zu Gunsten einer umweltfreundlicheren Schifffahrt.

### MessbootStorch
Die Institute der Küstenforschung verfügen über das Binnenschiff „Storch“, das nach einer umfangreichen wissenschaftlich-technischen Aufrüstung im Jahr 2004 unter anderem als Messschiff in den Niederlanden und in Nordspanien eingesetzt wurde und wird.

### Technikum
In einem Großforschungszentrum wie dem Helmholtz-Zentrum Hereon werden Versuchsanlagen, Experimentiereinrichtungen, Mess- und Forschungsgeräte benötigt, die im Handel nicht zu erwerben sind, sondern häufig einzigartige, spezifische wissenschaftliche und technische Anforderungen erfüllen müssen. Im Technikum werden diese Geräte für die Wissenschaftler nach speziellen Vorgaben entwickelt und in der angegliederten Werkstatt gefertigt. Technikum und Werkstatt befinden sich auf dem Gelände des Helmholtz-Zentrum Hereon. Damit ist eine unmittelbare Unterstützung der Wissenschaftler und ihrer Forschungs- und Entwicklungsprogramme gewährleistet.
In den Abteilungen Konstruktion, Elektronik und zentrale Fertigung des Technikums wird zudem der größte Teil der Auszubildenden des Helmholtz-Zentrum Hereon betreut.

### Deutsches Klimarechenzentrum
Das Deutsche Klimarechenzentrum (DKRZ) ist eine zentrale Service-Einrichtung für die Bedürfnisse der deutschen Klimaforschung und wird finanziell durch das Bundesministerium für Bildung und Forschung gefördert. Es betreibt modernste Höchstleistungsrechner, Datenserver sowie das Höchstleistungsrechnersystem für die Erdsystemforschung (HLRE). Das Helmholtz-Zentrum Hereon ist Gesellschafter des DKRZ und nutzt dessen Rechenkapazitäten u. a. für komplexe Klimamodellrechnungen.

### Landessammelstelle
Auf dem Gelände des Helmholtz-Zentrum Hereon befindet sich ein Zwischenlager für radioaktive Abfälle mit vernachlässigbarer Wärmeentwicklung. In Geesthacht werden zum einen Betriebsabfälle des Forschungsreaktors zwischengelagert, zum anderen dient die Einrichtung als Landessammelstelle der vier norddeutschen Küstenländer für Abfälle aus Medizin, Forschung und Industrie.

## Geschichte
Die GKSS-Forschungszentrum Geesthacht GmbH wurde 1956 als Gesellschaft für Kernenergieverwertung in Schiffbau und Schiffahrt mbH im Geesthachter Ortsteil Krümmel gegründet. Zu den Gründern gehörten der Schiffsmaschinenbauingenieur Kurt Illies sowie die Atomphysiker Kurt Diebner und Erich Bagge, die im Zweiten Weltkrieg an der Entwicklung deutscher Atomwaffen gearbeitet hatten.
Hauptprojekt in den 1960er Jahren war der nuklear betriebene Stückgutfrachter Otto Hahn, der 1964 vom Stapel lief und bis zum Jahr seiner Stilllegung 1979 Forschungszwecken diente. Seit dem Verzicht auf Anschlussprojekte spielt der Schiffbau keine Rolle mehr in der Arbeit des Helmholtz-Zentrum Hereon, und die frühere Abkürzung GKSS wurde nicht mehr aufgelöst.
Zwischen 1958 und 2010 betrieb die GKSS den Forschungsreaktor Geesthacht-1 (FRG-1) mit einer Leistung von 5 MW. Ein zweiter Forschungsreaktor namens FRG-2 mit einer Leistung von 15 MW wurde zwischen 1963 und 1993 betrieben. Die in den Reaktoren entstehenden Neutronen wurden zu werkstoffphysikalischen und materialwissenschaftlichen Untersuchungen genutzt. Sie ermöglichten bis 1987 auch Untersuchungen zum Thema Reaktorsicherheit.
Am 18. Oktober 1983 wurden bei der GKSS rund 40 Millicurie radioaktives Iod freigesetzt, das nach Angaben des Forschungszentrums zu keiner Gefährdung der Bevölkerung führte. Am 12. September 1986 soll es einen Brand auf dem Gelände gegeben haben, der zur Freisetzung von Radioaktivität geführt haben könnte.
Von 1982 bis 1994 betrieb die Gesellschaft die GUSI (GKSS-Unterwasser-Simulationsanlage). In den Druckkammern der Anlage wurden mehrere bemannte Tauchgänge auf bis zu 600 m Tauchtiefe durchgeführt. Die Tauchgänge dienten zur Erforschung von Unterwasserschweißarbeiten in großen Tauchtiefen. Die Druckkammern waren groß genug, um auch kleine U-Boote aufzunehmen, die bei unbemannten Tauchversuchen in bis zu 3.000 m Tauchtiefe getestet wurden. Die Anlage wurde 2004 abgebaut und im Forschungszentrum Karlsruhe weiter verwendet.
Am 1. November 2010 wurde die GKSS in Helmholtz-Zentrum Geesthacht – Zentrum für Material- und Küstenforschung GmbH umbenannt.
Am 31. März 2021 gab das Zentrum die Umbenennung in Helmholtz-Zentrum Hereon bekannt. Dies wurde mit einem erweiterten Forschungsspektrum begründet. Bei der Bezeichnung handelt es sich um einen Kofferwort der Begriffe Helmholtz, Resilienz und Innovation.

## Mitgliedschaft
- Deutsche Allianz für Meeresforschung